# Dinetus rakhimovi
Dinetus rakhimovi (лат.) — вид песочных ос (Crabronidae) рода Dinetus из подсемейства Dinetinae (ранее в Astatinae). Иран, Узбекистан.

## Описание
Мелкие осы (длина около 5 мм) чёрного цвета с жёлтыми отметинами. От близких видов (D. turanicus, D. dentipes) отличается следующими признаками: проподеум чёрный с мелкими жёлтыми пятнами спереди и сзади; медиальная доля наличника с двумя длинными параллельными зубцами. Мандибулы спереди равномерно закруглены. Средние и задние ноги у основания с коричневыми или чёрными пятнами на спине; скапус жёлтый с чёрной полосой на оборотной стороне. Проподеум дорсально со светлыми боковыми частями, сходящимися на вершине (иногда редуцирован в пятна латерально и базально на проподеальной оболочке); средние бёдра жёлтые, местами красноватые или чёрные; щиток полностью или преимущественно жёлтый. Грудь снизу жёлтая или с жёлтыми пятнами, иногда с красными пятнами, реже чёрная. Скутум большей частью с густым серебристым опушением, маскирующим скульптуру. Глаза не соприкасаются друг с другом, но соприкасаются с основанием мандибул. Жвалы с выемкой внизу. В передних крыльях 2 субмаргинальные ячейки. Предположительно, как и другие близкие виды своего рода охотится на клопов (Heteroptera) или цикадок (Cicadinea), которых запасают для своего потомства в земляных гнёздах. Вид был впервые описан в 2020 году Михаилом Мокроусовым и Hassib B. Khedher по материалам из Узбекистана, а его валидный стаnус подтверждён в ходе ревизии, проведённой в 2021 году немецким гименоптерологом Hans-Joachim Jacobs (Senckenberg Deutsches Entomologisches Institut, Мюнхеберг, Германия). Вид назван в честь Тулкина У. Рахимова, преподавателя Каршинского государственного университета (Карши, Узбекистан), благодаря усилиям которого стали возможны экспедиции по изучению перепончатокрылых Узбекистана.